# Чортківська катальпа
Чорткі́вська ката́льпа — ботанічна пам'ятка природи місцевого значення в Україні.
Зростає у сквері навпроти адмінбудинку районної ради та райдержадміністрації на вул. Шевченка, 23 в місті Чорткові Тернопільської області. 
Оголошена рішенням Тернопільської обласної ради № 44 від 8 вересня 2006 року «Про внесення змін та доповнень до мережі природно-заповідного фонду Тернопільсько ї області». Перебуває у віданні Чортківської міської ради. 
Статус надано для збереження катальпи бігнонієподібної (Catalpa bignonioides Walt.) віком 40 років (батьківщина — Північна Америка). 
Площа 0,01 га.
Обіймище стовбура на висоті 0,5 м — 110 см, діаметр — 35 см, проєкція крони з півночі на південь — 12 м, із заходу на схід — 10 м. Скелетні гілки 1-го порядку розгалужені на висоті 1 м. 
Історія дерева невідома, воно єдине у Чорткові. Має науково-пізнавальну та естетичну цінність.